# 阿部彬名
阿部彬名（1980年4月15日—），日本女性聲優。出身於東京都，舊名為阿部幸恵（あべ さちえ）。2014年6月30日退出Tori Tori Office事務所，目前所屬於三木製作。

## 參與作品
※粗體字為主要角色

### 電視動畫
2005年
- 魔女的考驗（松田理香、桃花、其他）
- SPEED GRAPHER（侍女1）
- 不可思議星球的雙胞胎公主（フーチーママ、女性客人）
- 光之美少女 Max Heart（御高俱女子中學的學生）

2006年
- RGB冒險（日语：RGBアドベンチャー）
- Marginal Prince —月桂樹的王子們—（小孩子）

2007年
- 瀨戶的花嫁（幼年時期的永澄）

2008年
- S·A特優生（唯的母親）
- 巧虎的WOW！

2011年
- Fate/Zero（Assassin[3]）

2012年
- 叭噗麻吉

2013年
- Fate/kaleid liner 魔法少女☆伊莉雅（Assassin）

2020年
- 咒術迴戰（女演員）

### OVA
2009年
- 異世界的聖機師物語（柯露蒂涅、蕾雅·塞綱多）

2011年
- 合體機器人 ATLANGER（目黒翔太、操作員B）

### 遊戲
2005年
- 押忍！戰鬥！應援團（安娜·凌赫）

2007年
- 燃燒！熱血韻律魂 押忍！戰鬥！應援團2（安娜·凌赫）

2012年
- 飛吧！超時空老虎的紙牌道中記（Assassin）

2016年
- Fate/Grand Order[4]（百貌的哈桑）
- PRINCESS NIGHT（瑪格麗莎·馮·瓦爾德克（英语：Margaretha von Waldeck））

2020年
- ATRI -My Dear Moments-（音聲協力）

### 網路動畫
2024年
- Fate/Grand Order 搞不懂的藤丸立香 Season 2（百貌的哈桑）

### 外語配音
※【】內為演員

#### 電影
- 命懸生死線（Bailey【凱特·柏絲沃】）
- 奪魂鋸：遊戲重啟（艾莉諾·伯納威【漢娜·艾蜜莉·安德森】[5]）
- 熊幸福騙局（英语：Brigsby Bear）（April Mitchum【珍·亞當斯（英语：Jane Adams (actress)）】）
- 走過煉獄的女人（Anna【卡莉絲·范·荷登】）
- 那些愛人（英语：The Lovers (2017 film)）（Erin【潔西卡·素娜】）
- 英倫對決（Mary Hennessy【歐拉·布雷迪（英语：Orla Brady）】）
- 福爾摩濕與滑生（葛蕾絲·哈特醫生【蕾貝卡·霍爾】）
- 自然之力（英语：Force of Nature (2020 film)）（Troy Barrett【凱特·柏絲沃】[6]）
- 黑金獵人（艾莉西絲·奎瓦斯【辛西亞·卡莫納】）
- 八號出口的猩猩（英语：The One and Only Ivan (film)）（Candace Taylor【埃莉諾·松浦（英语：Eleanor Matsuura）】）
- 來去美國2（女面試官）
- 007：生死交戰（MI6科學家【普莉揚卡·伯福德（英语：Priyanga Burford）】[7]）
- 那些要我死的人（Allison【Medina Senghore】[8]）
- 駭客任務：復活（妻子[9]）
- 我要回高三（英语：Senior Year (2022 film)）（Lydia Conway【露西·泰勒】）

#### 電視劇
- 旅客名單（格蕾絲·史東【雅典娜·卡卡尼斯】[10]）
- 玫瑰的名字（英语：The Name of the Rose (miniseries)）（Margherita【葛麗泰·史卡拉諾（英语：Greta Scarano）】[11]）
- 洛基（圖書館員）
- 守夜號（Lieutenant Commander Erin Branning【洛麗塔·查克拉巴蒂（英语：Lolita Chakrabarti）】）

#### 動畫
- 玩具總動員4（櫈仔邦妮【卡蘿·柏奈特（英语：Carol Burnett）】）
- 叉奇有問題（英语：Forky Asks a Question）（Rib Tickles）
- 吉勒摩·戴托羅之皮諾丘
- 鞋貓劍客2

### 廣播劇CD
- Fate/Zero（Assassin）
- 魔法美少女（藤原宇宙）
- （弟弟）

## 外部連結
- 縁の下通信 （页面存档备份，存于） - ブログ
- 阿部彬名的X（前Twitter）